# Ricardo Santos Silva
Ricardo Santos Silva é um empresário português, empreendedor de tecnologia e filantropo. O Ricardo é co-fundador da Dorae, empresa premiada como pioneira tecnológica pelo Fórum Econômico Mundial.  O Ricardo também é co-fundador do hedge fund Aethel Partners  e co-fundador da Aethel Mining (proprietária das minas de minério de ferro na Torre de Moncorvo).
Em 2022, Ricardo Santos Silva ofereceu 2.4 mil milhões pelo Chelsea FC. 

## Reconhecimento e prémios
Ricardo foi galardoado com o Prémio de Empreendedor do Ano 2019 pela Presidência da República Portuguesa.